# Serhij Pet´ko
Serhij Jurijowycz Pet´ko, ukr. Сергій Юрійович Петько (ur. 23 stycznia 1994 w Zaporożu) – ukraiński piłkarz, grający na pozycji obrońcy lub pomocnika.

## Kariera piłkarska

### Kariera klubowa
Wychowanek UFK Charków, barwy którego bronił w juniorskich mistrzostwach Ukrainy (DJuFL). 20 marca 2013 debiutował w drużynie młodzieżowej Czornomorca Odessa. Dopiero 4 kwietnia 2015 zagrał w podstawowym składzie klubu. Na początku marca 2017 został wypożyczony do Weresu Równe. We wrześniu 2017 przeszedł do Żemczużyny Odessa. Na początku 2018 przeniósł się do Wołyni Łuck.